# Sōsuke Shibata
Sōsuke Shibata (jap. 柴田 壮介, Shibata Sōsuke; * 26. Mai 2001 in Nagano) ist ein japanischer Fußballspieler. 

## Karriere
Sōsuke Shibata erlernte das Fußballspielen in der Jugendmannschaft von Shonan Bellmare. Als Jugendspieler gewann er mit der Mannschaft den J.League Cup. Bei Shonan unterschrieb er 2019 auch seinen ersten Profivertrag. Der Verein aus der Hafenstadt Hiratsuka in der Präfektur Kanagawa spielte in der höchsten Liga des Landes, der J1 League. Im Februar 2022 wechselte er auf Leihbasis nach Toyama zum Drittligisten Kataller Toyama. Hier bestritt er in zwei Spielzeiten 17 Ligaspiele. Vanraure Hachinohe, ein Drittligist aus Hachinohe, lieh ihn von Februar 2024 bis Anfang August 2024 aus. Nach zwanzig Ligaspielen wechselte er am 7. August 2024 auf Leihbasis nach Iwaki zum Zweitligisten Iwaki FC.

## Erfolge
Shonan Bellmare
- Japanischer Ligapokalsieger: 2018